# 国鉄キハ66系気動車
国鉄キハ66系気動車（こくてつキハ66けいきどうしゃ）は、日本国有鉄道（国鉄）が1974年（昭和49年）から設計・製造した気動車である。
1987年（昭和62年）の国鉄分割民営化時には全車九州旅客鉄道（JR九州）に継承された。

## 概要
山陽新幹線博多開業（1975年〈昭和50年〉3月10日国鉄ダイヤ改正）に先立ち、筑豊・北九州地区の新幹線連絡輸送および輸送改善を目的で開発され、新潟鐵工所と富士重工業の2社が製造を担当した。
当形式は近郊形に分類されることもある  が、従来の急行形車両であるキハ58系をもしのぐ水準の接客設備と動力性能を有する車両であり、実際にも1980年（昭和55年）までは急行列車にも使用されていた。このため、登場当時の鉄道趣味雑誌などでは「汎用気動車」という呼称をされたが、同趣向の車両が続いて製造されなかったため、定着せずに終わった。
逼迫する国鉄の財政事情と過大な自重から、増備や他線区投入などは実現せず、本系列は1975年（昭和50年）までに30両（2両編成×15本）が製造されたのみに終わった。
地域事情を考慮した設備や走行機器類の仕様は、標準化一辺倒のそれまでの硬直化した国鉄車両の設計から一歩踏み出した意欲的な設計として評価され、1976年（昭和51年）に鉄道友の会第16回ローレル賞を受賞した。

## 車両概説
本項では、落成時の仕様について述べる。

### 車体
両形式とも全長21.3 m（車体長20.8 m）車幅2.9 mと急行形気動車同等の大型車体である。同一形態を備えるキハ66形とキハ67形の2両で1ユニットを組む。
正面形状は、正面貫通形・シールドビーム2灯式前照灯の上部配置・前照灯間の種別表示器など、急行形のキハ58系後期形やキハ65形に類した形態であるが、踏切衝突事故対策の強化から運転台はそれらよりもさらに高位置とした。この形態は続いて開発されたキハ40系やキハ58系改造車のキユニ28形・キニ28・58形でも踏襲された。
側面は、車体端部からやや中央寄りの2ヶ所に幅1.3 m の客用両開き自動扉を設けた上で、扉間の窓は座席2列（前後2脚）に1組の割合の、2段式の外ハメユニット窓を4組並べた形態となった。窓配置は阪急2800系電車や西鉄2000形電車など大手私鉄の電車に類似例はあったが、国鉄形としては初めての例である。また、一般形気動車としては電動式行先表示器（方向幕）が初めて採用された。

塗装は一般形気動車と急行形気動車を折衷した設計コンセプトから、新製時には一般形の朱色4号とクリーム4号ながら急行形の塗り分けで塗装されたが、1978年（昭和53年）10月2日実施の「車両塗色及び表記基準規定」改正で急行形と同じ赤11号とクリーム4号の組み合わせへ順次変更された。
| 一般形気動車色（朱色4号とクリーム4号）  |  | 急行形気動車色/（赤11号とクリーム4号）  |
| 一般形気動車色 （朱色4号とクリーム4号） |  | 急行形気動車色/ （赤11号とクリーム4号） |

### 内装
車内にデッキはなく、ドア両脇をロングシートとした他は転換クロスシートとした（ロングシート隣接部と車端部は固定式）。当時の国鉄車両で転換クロスシート使用例は新幹線0系電車を除いてほとんど存在せず、急行形車両を凌駕する「新幹線並みの設備」であった。
冷房は従来の特急・急行用気動車で一般的だったAU12・13系分散式冷房装置ではなく、通勤形・近郊形電車で実績のあるAU75形集中式冷房装置を車体中央部屋上に各車1基搭載した。冷風はダクトを介して乗務員室にも供給され、運転士・車掌の乗務環境改善に貢献した。
暖房はそれ以前の一般形・急行形気動車で採用されていたエンジン冷却水の廃熱利用（カーヒーターと同じ方式）でなく、冷房と同一電源で作動する電気暖房装置を採用した。
上述のサービス用電源は、キハ67形に搭載された4VKディーゼル機関でDM83A発電機を駆動して三相交流440 Vを供給する。このため、発電セットを持たないキハ66形のみで編成を組むことはない。
便所はキハ66形に設置する。

### 主要機器

#### エンジン
キハ91系・キハ65形・キハ181系で採用された大出力エンジンの改良型である180°V型12気筒の過給器付DML30HSHを搭載した。ベースとなったDML30HSは、当時の国鉄気動車用エンジンでは最も高出力である反面、多気筒ゆえの煩雑な噴射ポンプと噴射ノズルの調整不備による燃料噴射量の過大なばらつき・熱変形によるヘッドガスケットの吹き抜け・自然通風式ラジエーターによる冷却系の脆弱性・エンジンの高回転域を多用するトルクコンバーターの仕様と変速比の設定難など、複合要因によるオーバーヒートやトラブルが絶えず、現場は非常に苦慮していた。このため本系列では以下の対策を施工した上での搭載となった。
- ガスケット吹き抜け対策として3シリンダー1ヘッド構成から1シリンダー1ヘッド構成へ変更。
  - ガスケットもシリンダーごとに独立させ、組み付け時のボルト締め付け不均整に起因すると見られる吹き抜けの発生低減が狙い。
  - シリンダーヘッドの独立化で隣り合う各シリンダーの間隔（ボアピッチ）が広がり、エンジン全長が2,477 mm から3,057 mm へと、580 mm も大きくなった[注 4]。
- 定格出力を500 → 440 PS（1,600 rpm）に下げ、余裕を持たせることによってエンジントラブルを回避した[注 5]。

冷却系は屋根上連結面寄りに静油圧式ファン2基ないしは3基搭載してエアフローを形成。屋根側面に設置したラジエーターの熱を奪う強制通風式冷却機構も搭載することで、走行速度に左右されない冷却性能を確保した。
ただし本機構においても初期故障が頻発し、運用期間中に幾度となく改良工事が施工された。機関の老朽化が進行した国鉄末期には冷却水の流量不足によるオーバーヒートが多発し、屋根上に冷却水強制循環用電動ポンプを追加搭載し、放熱器そのものも改良型に交換して問題の解決が図られた。
騒音源はこの冷却系に限らず、防音箱に収められていた発電用の4VK形を含め、エンジンの騒音・振動対策は充分ではなく、発車直後や上り勾配区間走行中の力行時には車内では、普通の声では会話が成立しない程度の轟音であったため、新聞に取り上げられたという逸話がある。

#### 変速機
液体変速機は、キハ181系等に使われていた自動式のDW4を手動の摩擦クラッチ仕様に変更したDW9を搭載する。大出力対応ではあるが、当時の技術的限界故に変速1段・直結1段の3要素型であり、トルクコンバーターのストールトルク比（起動時のトルク比）も小さく、高回転を強いる設定のため、伝達効率は良くない。
DW4・DW9・DW10（キハ40系で採用）の新形大出力機関用変速機は、ベースのDW4が架装空間に余裕のない2軸駆動台車用であったことからいずれも変速機側に逆転機を内装しており、台車には小型化された減速機のみが装架される。

#### 台車

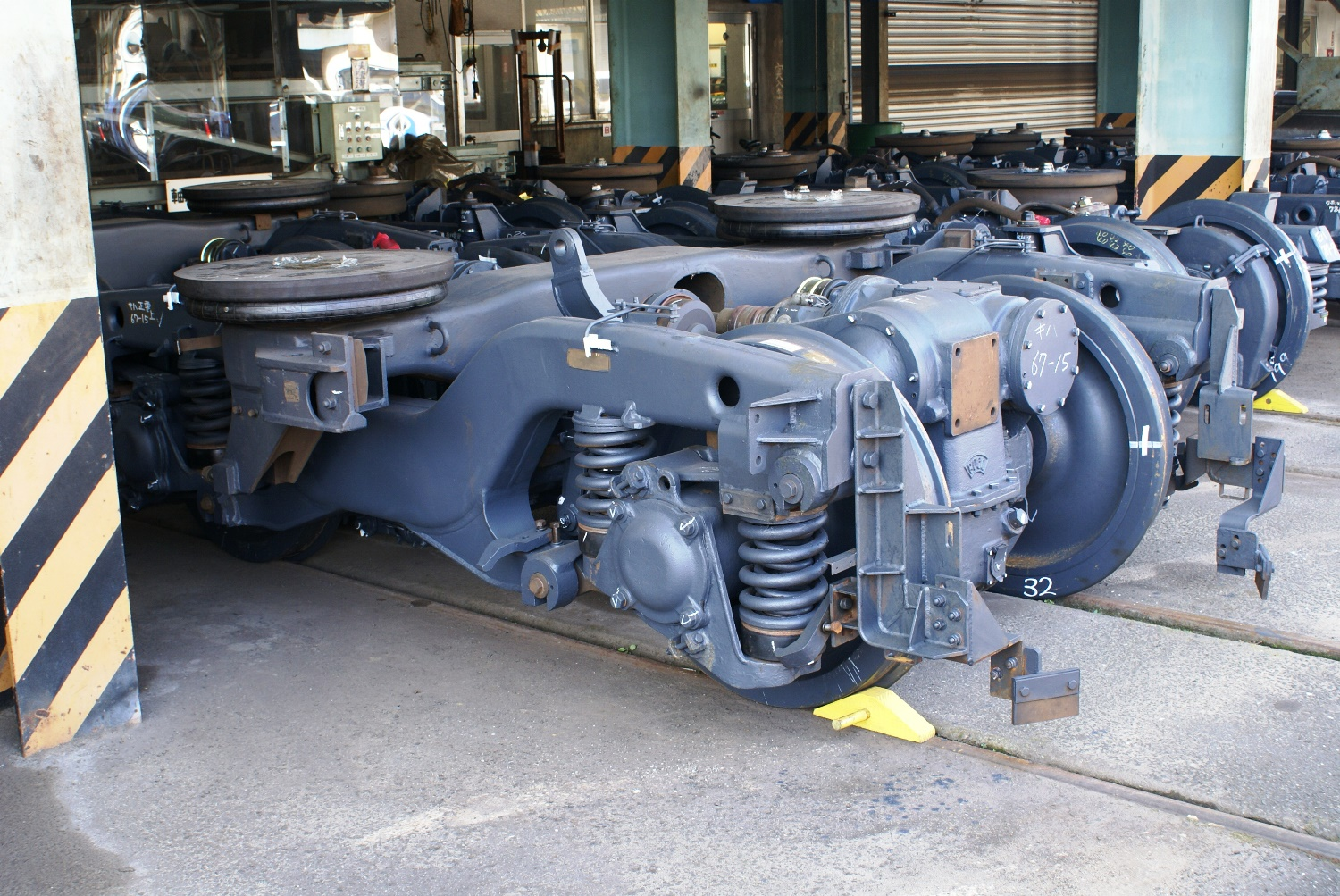
DT43動力台車

空気ばね台車のDT43（動力台車）・TR226（付随台車）を装着する。1台車2軸駆動を実現するためにダイレクトマウント式空気ばねとリンク式牽引機構を組み合わせて心皿を省略したDT36系との比較では、枕梁に貫通孔を設けて第2軸の最終減速機から第1軸の最終減速機へ動力を伝達する自在継手を通すことで枕梁の中央に心皿を設けており、DT36系には存在しない車体と枕梁を結合するボルスタアンカーを装備する。軸箱支持機構はアルストム・リンク式とウィングばねを組み合わせたDT36に類似した機構が継承された。

#### ブレーキ・制御器
ブレーキは同系の機関を搭載するキハ65形のシステムを踏襲し、応荷重増圧装置付き電磁自動空気ブレーキ（CLE）が採用された。低圧制御回路も在来車と同様のKE53形ジャンパ連結器2基としたため、在来形気動車との併結も可能である。実際に一部で在来形気動車と併結する運用が組まれ、急行運用では「日田」「はんだ」が久大本線日田 - 由布院間でキハ58系による「由布」と併結していた実績もある。

## 改造

### 機関・変速機換装

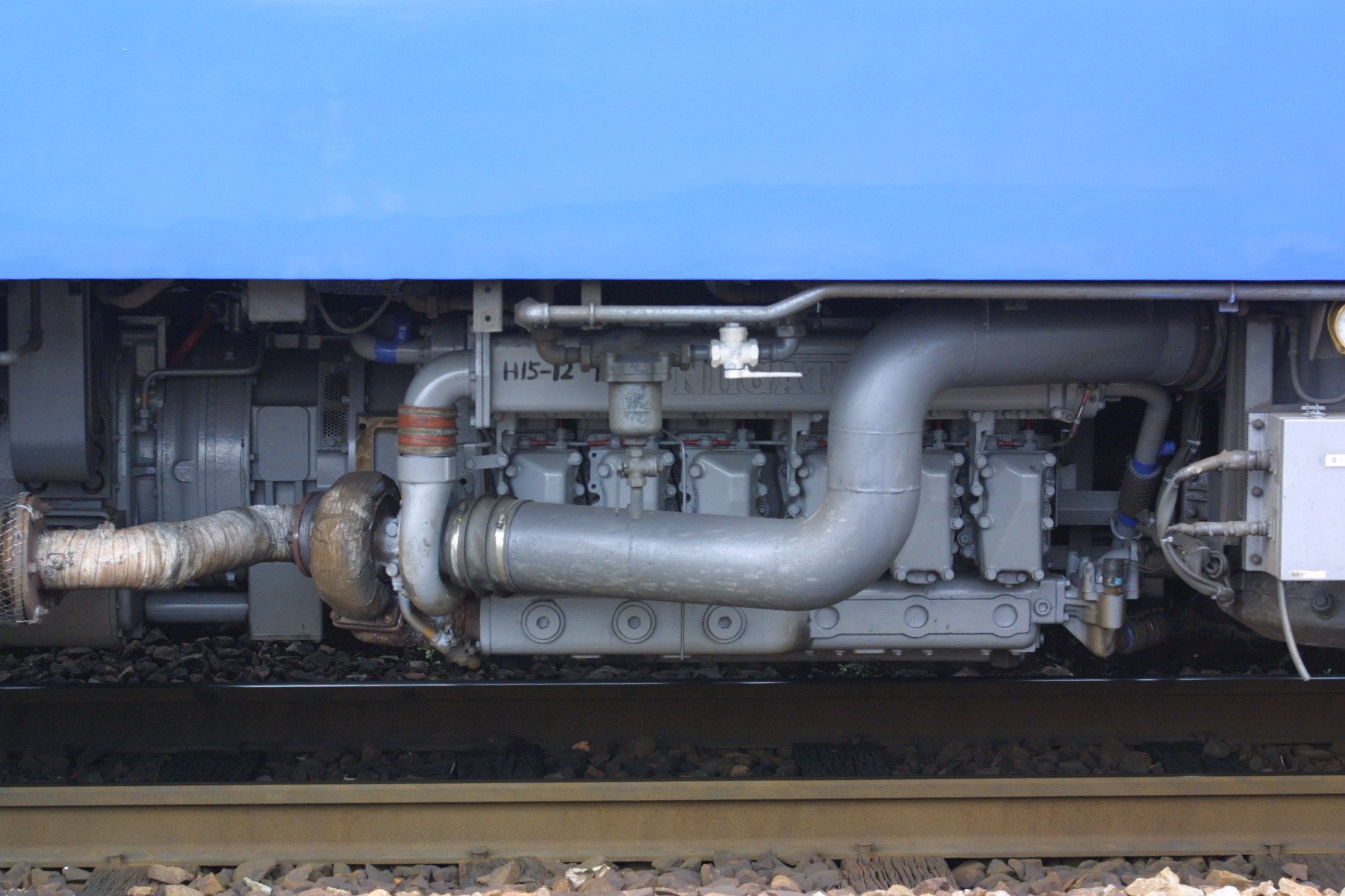
DMF13HZAエンジン

走行機関であるDML30HSHは整備性と燃費が悪く、加えて老朽化したこともあり、1993年（平成5年）から新潟鐵工所製DMF13HZA（420 PS / 2,000 rpm）に換装された。
従来の180°V型12気筒に対し新エンジンは現代的な設計の直噴式横形直列6気筒で、整備性や信頼性の向上と同時に大幅な軽量化と省燃費・低騒音化を実現した。直噴エンジンへの換装による発生熱量の減少に伴いラジエーターは小型化されて床下搭載となり、DML30HSH搭載時代の末期には老朽化に伴う冷却水の流量不足でトラブルの原因となっていた屋根上の静油圧駆動ファンとラジエーター、流量改善のために追加された電動式ウォーターポンプは全て撤去された。
変速機も新潟コンバータ製変速1段直結2段自動切替式液体変速機であるDW14Hに交換された。高効率の新形変速機への交換でエンジン性能を有効に引き出すことが可能になり、スペック上のエンジン定格出力はやや低下したものの、エンジンや補機類の軽量化も相まって走行性能はむしろ以前よりも向上した。
本工事は2001年（平成13年）までに全車への施工が完了し、同時にサービス電源用の発電セットも換装された。

### 台車交換
2011年の国鉄色への塗装変更と同時にキハ66 10は、小倉工場（現・小倉総合車両センター）で台車交換を実施。キハ66 110に改番された。また、2013年に同車とペアを組むキハ67 10も小倉総合車両センターで台車交換を実施。キハ67 110に改番された。

### その他
長崎所属時代に内外装の更新、エンジンと補機類の交換、屋根上通風器撤去などの改造が施工された。

## 運用の変遷

### 筑豊地区
当初、直方気動車区（現・筑豊篠栗鉄道事業部直方車両センター）に配置され、1975年3月10日のダイヤ改正より運用を開始した。筑豊本線・篠栗線などで快速のほか、関門トンネルを通過し下関までの列車や1980年（昭和55年）までは筑豊本線ローカル急行列車である「はんだ」および「日田」で日田彦山線や久大本線でも運用された。車体塗装は分割民営化に前後して急行色からアイボリー地に青帯の九州一般色へ変更されている。

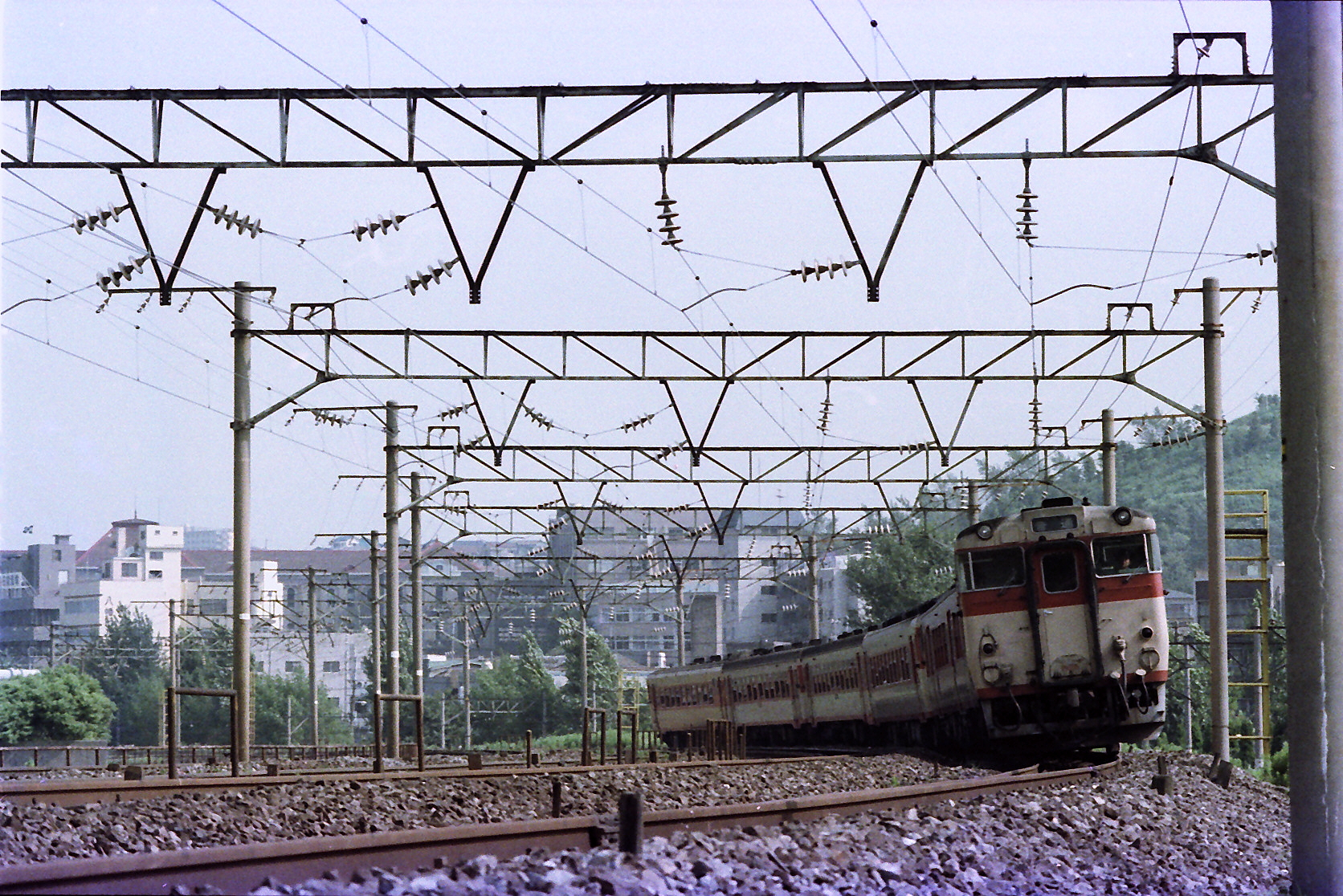
キハ55・キハ58系との併結運転

JR化後も軸重の制約から一貫して筑豊本線を中心とした筑豊・北九州地区の非電化路線に限定して運用された。その後ATSを新製時のS形からSK形に変更し、2000（平成12）年度からワンマン運転対応化改造が施工され、一部の座席を撤去して定員が増加した。ただし車内での運賃収受を行わない方式のワンマン運転であるため、運賃箱および整理券発行機は未設置とされた。
2000年（平成12年）にはミレニアム記念として、第1編成（キハ66 1+キハ67 1）が国鉄急行色への塗装変更を実施。同編成は、2009年（平成21年）には熊本地区での団体列車に使用するため貸し出された。国鉄急行色への変更は後年、第10編成（キハ66 110+キハ67 110）も2011年3月（平成23年）にも施工されている。
2001年（平成13年）10月の筑豊・篠栗線電化完成により、筑豊・北九州地区での運用を終了、全車両とも長崎地区に転属した。

### 長崎地区
2001年10月に筑豊・篠栗線の電化に伴い全車が長崎鉄道事業部長崎車両センターに転属。運賃箱・整理券発行機が設置され、塗装も第1編成を除く全編成がキハ200系とほぼ同一のシーサイドライナー塗装へ順次変更された(当初はシーサイドライナー色と九州色の連結で運転されることもあった)。ATSもSK形からDK形へ変更されている。キハ66系の転属から翌年の2002年3月をもって、キハ58系がラストランを迎え、大分・熊本に転属。
佐世保線（佐世保 - 早岐間）・大村線・長崎本線（諫早 - 長崎間の旧線・新線）の快速「シーサイドライナー」や普通列車を中心に運用された。2002年（平成14年）からJRと松浦鉄道の相互乗り入れが再開されたことに伴い、松浦鉄道佐々駅まで乗り入れるようになり、この乗り入れは2006年（平成18年）まで続けられた。
臨時列車としては有田陶器市開催時に上有田まで乗り入れていたほか、長崎地区に転属後も団体臨時列車やイベント列車、リバイバルトレインなどとして北部九州地区を中心に走行することがあり、平成筑豊鉄道や松浦鉄道に乗り入れたこともあった。このような臨時列車としての運行も2021年の運用終了まで続けられた。
第12編成（キハ66 12+キハ67 12）は2010年7月にハウステンボス仕様の白・黒・オレンジ色の塗装へ変更された。
2014年（平成26年）3月15日には長崎車両センターの車両基地が佐世保地区に移転して佐世保車両センターとなったことにより、全車が長崎鉄道事業部佐世保車両センターに転属した。
2015年（平成27年）3月のダイヤ改正で第4編成（キハ66 4+キハ67 4）が運用を離脱し、2016年2月に廃車された。
2020年（令和2年）3月14日のダイヤ改正でYC1系の営業運転が開始されたことに伴い、4編成 (9,13-15) が運用を離脱。さらに同年8月には2編成 (5,11) が運用を離脱し小倉総合車両センターへ廃車回送された。これら6編成は2020年6月から2021年1月にかけて廃車された。
2021年（令和3年）6月30日の253D（佐世保駅発長崎駅行き普通列車）がラストランとなり、同日限りで運用を終了した。ラストラン翌日の7月1日に、川尻駅と八代駅構内留置線に疎開回送され、のちに小倉総合車両センターに廃車回送されて解体される予定と報じられた。
2023年（令和5年）1月から4月にかけて5編成（2・6 - 8・12）が廃車された。同年12月4日には最後に残っていた車両が小倉総合車両センターに回送された。2024年（令和6年）1月に2編成（3・110）が廃車されたが、2024年4月時点でもキハ66・67の各トップナンバー1両が保留車扱いで車籍を残したまま保管されている。
| シーサイドライナー色 |  | 国鉄急行色 |  | ハウステンボス色 |
| シーサイドライナー色 |  | 国鉄急行色 |  | ハウステンボス色 |

## その他
- 福山雅治「道標」 - 2009年5月に福山雅治が発表した楽曲。歌詞に書かれている“弓形に続く線路”を走る車両は、キハ66・67系（車体色：朱色とクリーム色）である[20]。